# Fausto Vigil Álvarez
Fausto Vigil Álvarez (Pola de Siero, Asturias, 1873-1956) fue un político falangista, químico, jurista y folclorista español.

## Biografía
Fausto Francisco Vigil y Álvarez nació en la casa paterna de la calle de San Antonio de Pola de Siero (Asturias) el 13 de octubre de 1873. Fueron sus padres Alejandro Vigil y Riva, natural de Vega de Poja, carpintero, y María de la Concepción Álvarez Carbajal, natural y vecina de la Pola. Su abuelo paterno, Juan Vigil, era un labrador acomodado de Vega de Poja (Siero) y el materno, que vivía en Les Campes (Pola de Siero), carpintero.

## Su familia
Su madre falleció cuando Fausto Vigil tenía quince meses de vida, en enero de 1875. Fue el último de seis hermanos, de los que sólo él y Justo Emilio alcanzaron la edad adulta.
Su padre (1836-1900) fue uno de los maestros de obra más activos en el Siero del último cuarto del siglo XIX, encargándose de numerosas tasaciones, reparaciones y construcciones de puentes, reconocimientos de edificios, reedificaciones, alcantarillados, reconstrucciones de caminos, alineaciones, explanaciones, etc, como consta en las actas municipales de esos años. Fue concejal del Ayuntamiento de Siero desde 1875 y alcalde de Siero en 1889. A finales de la década de los ochenta era uno de los mayores contribuyentes de la capital del concejo. Falleció en Pola de Siero el 31 de mayo de 1900.
Su hermano, Justo Emilio Vigil Álvarez, nació en Pola de Siero el 10 de octubre de 1872 y falleció en Mieres del Camino el 2 de mayo de 1943. Desaparecida su madre cuando contaba dos años de edad, Justo Vigil fue criado en casa de una tía materna en la parroquia de Collado (Siero), en cuya escuela de primeras letras hizo sus primeros estudios. Los continuó junto a su hermano Fausto en el Colegio San Luis de instrucción primaria de Pola de Siero. Estudió el bachillerato, primero por libre, y más tarde en el Colegio (privado) de Nuestra Señora del Carmen de Pola de Siero, obteniendo finalmente el Bachiller en Artes en el Instituto de Segunda Enseñanza de Oviedo.
Ingresó en la Facultad de Derecho de la Universidad de Oviedo, donde completó su licenciatura, y posteriormente pasó a la Universidad Central de Madrid, donde obtuvo el grado de Doctor. En Oviedo participó en las actividades de la Extensión Universitaria, conduciendo, al menos en una ocasión una excursión a Noreña. En Madrid entró de pasante en el despacho del letrado gallego y ministro de la Corona en varias ocasiones, D.Aureliano Linares Rivas. Dedicó algún tiempo entonces a preparar la colaboraciones en varios periódicos de Madrid y de Oviedo. Justo Vigil se casó con Teresa Vázquez-Prada Vázquez en 1899. Fue notario público de Mieres durante cuarenta y un años, desde 1902 hasta el 2 de mayo de 1943, poco antes de su muerte.
El matrimonio tuvo dos hijas: Carmen Vigil Vázquez-Prada, nacida en 1902 y creadora de los Coros y Danzas de la Sección Femenina en Mieres, y Elena Vigil Vázquez-Prada, nacida en 1903, que llegó a ser profesora de segunda enseñanza y delegada provincial de la Sección Femenina de F.E.T y de las J.O.N.S, y un hijo, Manuel Alejandro.

## Formación y primeros pasos
Fausto Vigil compaginó la instrucción primaria y el bachillerato con los estudios musicales, asistiendo a la Escuela de Música que la Sociedad Filarmónica de Pola de Siero sostenía para la formación de los educandos de la Banda.
Pronto destacaron entre los jóvenes de su edad, participando tanto Justo como Fausto Vigil en la vida cultural y asociativa de Pola de Siero. En 1896 Justo era secretario del Círculo Católico de Obreros de Pola de Siero.
Adquirido el grado de Bachiller en el Instituto de Oviedo en 1896, ese mismo año se incorpora a la Universidad de Oviedo como alumno de la primera promoción de la nueva Facultad de Ciencias. Completará en ella los dos primeros cursos (1895-1897) y adquirirá el grado de Licenciado en Químicas en 1933 (cursos 1931-1933).

## Actividad empresarial
Participó en dos de los proyectos industriales más importantes llevados a cabo en Pola de Siero (Asturias) en los primeros años del siglo pasado:
Fue el responsable de la Sociedad Electricista de Siero y Noreña, que fue una de las primeras en constituirse en Asturias. Las centrales eléctricas entran en funcionamiento en el último cuarto del siglo XIX, y las primeras sociedades anónimas se constituyen apenas iniciado el siglo XX: Eléctrica del Narcea (1897), Electricista de Siero y Noreña (1900), Electra Allandesa (1900), Sociedad Popular Ovetense (1900) y Compañía Popular de Gas y Electricidad (Gijón, 1901).
Fue también el primer director gerente de El Lagar del Nora, dedicada a la producción y comercialización de sidra achampanada, fue una de las muchas empresas asturianas levantadas con el impulso económico del exilio de capitales procedente de la crisis colonial de 1898. Constituida por escritura pública otorgada el 29 de noviembre de 1901. Conservó el cargo de consejero-secretario de esta sociedad anónima hasta 1923.

## Actividad política
La alternancia en el gobierno municipal de conservadores y republicanos, aquellos capitaneados por elMarqués de Canillejas y estos por el prestigioso republicano José María Celleruelo reproducía, a pequeña escala, el sistema de poder que se había instalado con el régimen político de la Restauración.
Los cambios en la composición política municipal tienen lugar a partir de 1913. En las elecciones municipales de ese año, accede a una concejalía por primera vez un socialista. Los reformistas del asturiano Melquíades Álvarez, organizados como partido desde 1912, fracasan en las elecciones municipales de 1913 a pesar de contar en el concejo con el apoyo de la importante base social del republicanismo posibilista de Celleruelo. En las de 1915 consiguen dos concejales, alcanzando la mayoría en las elecciones de 1917 tras la huelga revolucionaria de ese mismo año; se mantendrán como el primero o el segundo grupo político en el Ayuntamiento hasta el golpe de Estado de Primo de Rivera.
Fausto Vigil llega al Ayuntamiento de Siero en las elecciones de noviembre de 1917, cuando los reformistas, entre los que se encontraban Celestino Miranda, José Parrondo, Gregorio Bros, José García Fernández y José Baisán se hacen con el gobierno local.
Su activismo político había comenzado unos años antes, pues participa en las reuniones que desde finales del siglo pasado se organizan contra la injusta contribución del impuesto de consumos, que gravaba los artículos de primera necesidad.
El resto de su obra política, de marcado carácter crítico y de un gran interés para la historia política local, fue escrita alrededor de este año de 1917, clave en la historia de España, en las páginas del periódico gijonés El Noroeste, órgano del Partido Reformista y uno de los mejores diarios de España de la época.
En las elecciones municipales de 1922 consiguió de nuevo una concejalía, siendo el único reformista elegido en el quinto distrito.
El final de su obra político-reformista se solapa con el desarrollo del repertorio de trabajos de carácter religioso que señalan una de las corrientes temáticas más evidentes en su obra de los años veinte, treinta y cuarenta, culminada con el libro Notas para una Bio-bibliografía de Siero, donde la mayoría de los personajes reseñados son religiosos. Coincide también con el inicio de su colaboración con el periódico Región, que recogerá la mayor parte de su obra, en especial desde los años cuarenta hasta su fallecimiento.
A principios de octubre de 1923 el nuevo gobierno de Primo de Rivera decreta la disolución de los ayuntamientos, perdiendo Fausto Vigil su cargo de concejal. A principios de 1924 solicita licencia ilimitada junto a los concejales reformistas José Parrondo y Leandro Domínguez, quienes renuncian a su cargo; ninguna de ellas es admitida. En marzo de 1925 es confirmado como concejal, pero para aquella fecha ya había abandonado Pola de Siero, asentádose en Mieres, en casa de su hermano, el notario de la villa Justo Vigil. Decisión esta que podría interpretarse como un exilio, obligado o decidido personalmente, provocado por el cambio de régimen y su oposición al mismo. El folleto que publica contra la decisión de la dictadura de reorganizar los partidos judiciales, eliminando el de Siero, puede explicarse en este sentido.

## Activismo cultural
La iniciativa cultural más brillante de todas las que emprendió en los años veinte en Pola de Siero fue la reorganización de la Banda de Música de la localidad y la fundación de la una sociedad musical que todavía hoy sigue en activo. La Banda dio su primer concierto el domingo 11 de noviembre de 1923 en el Parque Alfonso X de Pola de Siero.
Fausto Vigil desarrolló a lo largo de su vida una obra como folclorista y literato en lengua asturiana tan importante como desconocida en buena medida y que, junto a su restante producción intelectual, le señala como uno de los regionalistas asturianos más característicos.
La labor como folclorista de Fausto Vigil coincide con el periodo de mayor dedicación a la investigación etnográfica en el concejo: realizó importantes estudios sobre la literatura, la música y danzas populares de Pola de Siero; sobre el teatro popular; las fiestas de su localidad natal; el traje regional y algunas costumbres tradicionales. Colaboró con Eduardo Martínez Torner y Ramón Menéndez Pidal en los trabajos de recopilación de la música tradicional y el romancero: en el Archivo de la Fundación Menéndez Pidal se conserva el romance “Merienda del moro Zaide”, recogido por Fausto Vigil en Aveno (Vega de Poja, Siero), a Florentina Llorián.
Participó además de forma activa en alguna de las iniciativas públicas e institucionales regionalistas más relevantes del primer tercio del siglo XX.
De entre todas las organizaciones de carácter regionalista impulsadas en Asturias, la que mayor trascendencia obtuvo fue el Centro de Estudios Asturianos. Los primeros pasos para su constitución se dieron en el otoño de 1918 y la primavera de 1919, que es cuando se establecen los objetivos de la misma: la creación de un Boletín trimestral en que se recogiese los documentos inéditos de los archivos asturianos y se publicasen monografías de los más variados temas referidas a Asturias; la organización periódica de certámenes y concursos literarios y artísticos, de exposiciones artísticas y de certámenes y veladas de danzas regionales y la creación de un Museo Provincial.
El 4 de noviembre de 1920 Aurelio de Llano convocó una reunión en el Paraninfo de la Universidad de Oviedo con objeto de fundar el Centro, siendo él mismo su primer Presidente. El 20 de septiembre de 1921 inauguró sus trabajos con una exposición de Bellas Artes y Prehistoria Asturiana. En 1924 apareció el Boletín del Centro de Estudios Asturianos, publicación trimestral; salieron ocho números hasta 1926. Su director fue José María Fernández Ladreda, su animador Juan Uría y Fausto Vigil uno de los autores más publicados, llegando a aparecer en sus páginas ocho trabajos en los números 2, 3, 4, 5, 6 y 8 del Boletín.

## Profesorado de enseñanzas medias
En 1932 formó parte del claustro de profesores del colegio “Mutua Escolar y Cultural”, asociación de padres de familia asturianos cuyos hijos habían quedado sin colegio cuando en 1931 la segunda República disolvió la Compañía de Jesús. Fueron compañeros suyos Joaquín Vigil de la Escosura, José María Alonso Vega, Joaquín García Valdés y Juan Uría Ríu, y entre sus alumnos estuvo Joaquín Manzanares. En 1933, como ya hemos comentado, termina sus estudios de Licenciatura en ciencias químicas en las Universidad de Oviedo y en 1934 es nombrado encargado de curso de la Cátedra de Matemáticas del Instituto de Segunda Enseñanza de la localidad guipuzcoana de Éibar. Allí vive los sucesos revolucionarios de 1934, y sufre, en el incendio de su casa habido durante la Guerra Civil, la pérdida de una parte de sus investigaciones.
Tras su paso por el Instituto de Ponferrada, el último destino como profesor de Fausto Vigil fue el Instituto Carreño Miranda de Avilés, donde le alcanzó la jubilación en 1943.

## Reconocimientos institucionales
En diciembre de 1930, cuando frisaba los sesenta años, es nombrado por el Ayuntamiento de Siero Cronista Oficial. Dos años más tarde, el 23 de diciembre de 1932 la Comisión Provincial de Monumentos Históricos y Artísticos de Oviedo le nombra colaborador, y el 18 de mayo de 1935 es nombrado también correspondiente del Museo del Pueblo Español por la provincia de Oviedo, actuando también ese mismo año por la de San Sebastián.
En 1943 es nombrado Académico correspondiente de la Real Academia de la Historia en Asturias a propuesta de don Ramón Menéndez-Pidal, don Luis Redonet y López-Dóriga, don Eduardo Ibarra y Rodríguez y don Emilio García Gómez. Por acuerdo de la Diputación Provincial es también nombrado en 1946 miembro de número del Instituto de Estudios Asturianos. Finalizando la década el Ayuntamiento de Siero publica su obra más extensa, Notas para una Bio-bibliografía de Siero (Asturias).
La Biblioteca Pública Municipal de Pola de Siero lleva su nombre desde 1954.

## Obra escrita
Las primeras obras conocidas del autor están fechadas en la última década del siglo XIX: alguna composición musical, crónicas locales, varios artículos sobre la electricidad, los estatutos de la Electricista de Siero y Noreña y un breve estudio sobre la industria de Siero. Estos trabajos marcan el camino seguido por el autor a lo largo de su vida en sus estudios y publicaciones: el carácter local y la fragmentación de sus trabajos en múltiples escritos de breve extensión, algo propio de los grandes y los pequeños autores de la época.

## Fallecimiento
Falleció a los ochenta y tres años de edad, el 15 de julio de 1956. La capilla ardiente se instaló en la biblioteca pública que llevaba su nombre, situada en la casa del Frente de Juventudes. Recibió sepultura junto a su padre y hermana Carmen en el cementerio de Pola de Siero (Asturias).

## Selección de su obra
La Semana Santa en Pola de Siero”, El Correo de Asturias, Oviedo, 19 de abril de 1897
Aplicaciones de la electricidad a la guerra”, Gaceta de la Banca y de la industria eléctrica, Madrid, 1898, en tres capítulos.
Estatutos de la Sociedad Anónima Electricista de Siero y Noreña, Gijón, Imprenta la Económica, 1900.
Pot-Pourri de Aires Asturianos, interpretado por el Orfeón Ovetense durante el Gran Festival Patriótico Asturiano que se celebró el domingo 26 de septiembre de 1909 en Oviedo a beneficio de los soldados muertos y heridos en Melilla en defensa de la Patria, con el concurso de los concejos de Avilés, Cabrales, Colunga, Gijón, Mieres, Siero, Valdés, Oviedo y otros
Danza de romeros. Danza de los caranquiños. Danza de San Pedro”, La Tierrina. Revista Asturiana, editada por Leopoldo Trenor, con la colaboración de los literatos y artistas de Asturias. Órgano del Festival Asturiano, Oviedo, 1909, p. 63-65.
La obra moralizadora de los conservadores en el Ayuntamiento de Siero, Oviedo, Imprenta La Comercial, 1910.
Pola de Siero. Para los electores de Siero”, El Noroeste, Gijón, 21 de marzo de 1916.
Origen de nuestra fiesta”, El Noroeste, Gijón, 18 de julio de 1920.
Carta de un soldado a su madre, La Felguera, Imprenta La Torre, 1921; también publicado en El Noroeste, Gijón, 14 de octubre de 1921; en El Progreso de Asturias, La Habana, 30 de diciembre de 1921; y en Lletres Asturianes, n.º 36, Oviedo, 1990.
La Iglesia parroquial de Pola de Siero, Covadonga, n.º 17 , 15 de febrero de 1923, p. 8-10.
Artículos de Fausto Vigil sobre los trajes y costumbres asturianas. (Publicados por el Boletín del Centro de Estudios Asturianos), julio y octubre 1924, Oviedo, Imprenta La Cruz, 1924, 33 p.
Memoria-Informe de la no supresión del Partido Judicial de Pola de Siero (Asturias), Mieres, Imprenta de Mieres, M. Bárcena Sordo, 1927.
“La iglesia de Mieres”, Álbum-Programa de las Fiestas de Mieres, Mieres, 1927, p. 41-57.
Apuntes biográficos de Fray José María del Monte Carmelo Acevedo y Pola (P. Cadete), Covadonga, Editorial Covadonga, 1928, 294 p., 10 h. de láminas.
“La Valesquida. Ordenanzas de la Hermandad”, Portfolio de la Fiesta de la Balesquida, Oviedo, 1933, mayo, 16.
“Informe sobre el estado en que quedó la ermita de Santa Cristina de Lena (Monumento Nacional) después del bombardeo que sufrió los días 7, 8 y 9 de octubre de 1934”, Mieres, 1934. Oviedo: Comisión Provincial de Monumentos. 6 h.
Exágono trigonométrico. Sencillísimo método para aprender y retener, sin esfuerzo, el valor de una línea trigonométrica en función de los valores de otras, 1936.
“De mi Archivo. Una nota para el de Avilés”, La Voz de Avilés, Avilés, 29 de enero de 1942.
“A la Asamblea general de actos para la Consagración de la Cámara Santa y XI Centenario de Alfonso el Casto”, Región, Oviedo, 2 de agosto de 1947.
Del folklore de la Pola. La fiesta de los Huevos Pintos de la Pola, Pola de Siero, [Ayuntamiento de Siero] (Gráficas Siero), 1948, 10 p.
Notas para una bio-bibliografía de Siero (Asturias), [Pola de Siero, Ayuntamiento de Siero], (Santander, Aldus) 1949.
“El alferazgo y los alféreces mayores de Siero (Asturias)”, Boletín del Instituto de Estudios Asturianos, n.º 6, Oviedo, 1949, p. 3 - 45. Discurso de ingreso en el Instituto de Estudios Asturianos, leído en abril de ese año; contestado por Guillermo Estrada Acebal.
“De mi Archivo. Algo sobre Noreña de hace 116 años”, Portfolio de las tradicionales Fiestas del Ecce-Homo de Noreña. Septiembre de 1950, Noreña, 1950, p. 15-19.
Biblioteca Municipal Fausto Vigil de Pola de Siero, Pola de Siero, 1954, 18 p. Palabras leídas por el autor en el acto de inauguración de esa biblioteca el 23 de noviembre de 1954.
“Efemérides sierenses. De mi archivo”, Boletín del Instituto de Estudios Asturianos, n.º 28, Oviedo, 1956, p. 257 - 270.